# Ronnie et Donnie Galyon
Ronnie et Donnie Galyon, nés 28 octobre 1951 à Dayton (Ohio, États-Unis) où ils sont morts le 4 juillet 2020, sont des jumeaux siamois américains. Selon le Livre Guinness des records, ils sont devenus les plus vieux jumeaux siamois de l'histoire à la date du 29 octobre 2014, lorsqu'ils dépassèrent les détenteurs du record précédent Giacomo et Giovanni Battista Tocci.

## Biographie

### Enfance
Ronnie et Donnie Galyon sont nés à l'hôpital St. Elizabeth de Dayton, Ohio, le 28 octobre 1951. Leurs parents sont Wesley et Eileen Galyon. Eileen ne s'attendait pas à des jumeaux. Ils étaient joints du sternum à l'aine et partageaient un ensemble d'organes. Après un séjour de deux ans à l'hôpital, il a été déterminé qu'ils ne pouvaient pas être séparés en toute sécurité. Les écoles locales considéraient les jumeaux comme une distraction, de sorte qu'ils ne furent que faiblement éduqués, ce qui a entraîné leur analphabétisme fonctionnel à vie.

### Carrière dans le spectacle
Afin de subvenir aux besoins de leurs neuf enfants, leur père Wesley a décidé d'emmener les jumeaux sur la route comme attraction publique. Les garçons ont été exposés dans des spectacles aux États-Unis et plus tard en Amérique latine. Leurs tournées ont fait d'eux des célébrités et ont fourni un revenu avec lequel ils ont soutenu leur famille. Les jumeaux ont également essayé de rejoindre l'armée, mais ont été classés inaptes.[réf. souhaitée]

### Retraite
En 1991, après trois décennies dans le divertissement, les jumeaux ont pris leur retraite et ont emménagé dans leur première maison indépendante à Dayton, achetée avec les gains de leurs spectacles. Ils étaient actifs dans la communauté locale et vivaient une vie quasiment normale au moyen d'un fauteuil roulant double personnalisé. Bien que retraités du show-business, les jumeaux ont fait de nombreuses apparitions télévisées. Ils sont apparus dans l'émission The Jerry Springer Show en 1997, ainsi que dans des documentaires de Discovery Channel en 1998 et de Channel Five en 2009.

### Décès
En 2009, Ronnie a développé une infection pulmonaire potentiellement mortelle, qui a rapidement mis en danger les deux frères. Après leur hospitalisation, ils avaient besoin de soins 24h / 24. Leur frère cadet Jim et son épouse Mary, qui vivaient dans la même ville, n'ont tout d'abord pu les ramener dans leur maison devenue inadaptée après le développement de leur handicap, jusqu'à ce qu'une campagne de dons et d'actions bénévoles de la communauté locale aide à construire une extension à la maison. Le 22 décembre 2010, la chaîne de télévision TLC a créé une série documentaire, intitulée « Les plus vieux jumeaux siamois au monde », retraçant leur parcours pour réintégrer leur domicile.
Les jumeaux sont morts à l'hôpital, entourés de leur famille, dans leur ville natale de Dayton, le 4 juillet 2020,.